# ماتاتئو
ماتاتئو (انگلیسی: Matateu; ۲۶ ژوئیهٔ ۱۹۲۷ – ۲۷ ژانویهٔ ۲۰۰۰) بازیکن فوتبال اهل پرتغال بود.
از باشگاه‌هایی که در آن بازی کرده‌است می‌توان به گروه ورزشی شاوش و باشگاه فوتبال بلننسس اشاره کرد.
وی همچنین در تیم ملی فوتبال پرتغال بازی کرده‌است.